# Varning för vilda djur
Varning för vilda djur (engelska: Furry Vengeance) är en amerikansk långfilm från 2010 i regi av Roger Kumble, med Brendan Fraser, Brooke Shields, Matt Prokop och Ken Jeong i rollerna.

## Handling
Dan Sanders ska bygga ett bostadsområde i vildmarken men djuren som bor där försöker stoppa honom.

## Rollista
| Brendan Fraser | – Dan Sanders     |
| Brooke Shields | – Tammy Sanders   |
| Matt Prokop    | – Tyler Sanders   |
| Ken Jeong      | – Neal Lyman      |
| Ricky Garcia   | – Frank           |
| Eugene Cordero | – Cheese          |
| Patrice O'Neal | – Gus             |
| Jim Norton     | – Hank            |
| Billy Bush     | – Drill Sergeant  |
| Angela Kinsey  | – Felder          |
| Samantha Bee   | – Principal Baker |
| Alice Drummond | – Mrs. Martin     |
| Toby Huss      | – Wilson          |
| Skyler Samuels | – Amber           |
| Gerry Bednob   | – Mr. Gupta       |

### Svenska röster
- Kristian Ståhlgren – Dan
- Jennie Jahns – Tammy
- Oscar Harryson – Tyler
- Andreas Nilsson – Lyman
- Annica Smedius – Felder
- Matilda Smedius – Amber
- Övriga röster – Mikael Roupé, Peter Sjöquist, Adam Fietz, Lasse Bjurhäll, Petra Kvist
- Översättning och regi – Mikael Roupé
- Tekniker – Adam Fietz
- Svensk version producerad av Scandvoice AB[10][11]